# Arquidiocese de Kuala Lumpur
A Arquidiocese de Kuala Lumpur (Archidiœcesis Kuala Lumpurensis) é uma circunscrição eclesiástica da Igreja Católica situada em Kuala Lumpur, Malásia. Seu atual arcebispo é Julian Leow Beng Kim. Sua Sé é a Catedral de São João de Kuala Lumpur.
Possui 36 paróquias servidas por 55 padres, contando com 11787800 habitantes, com 2,1% da população jurisdicionada batizada.

## História
A diocese de Kuala Lumpur foi eregida em 25 de fevereiro de 1955 pela bula Malacensis archidioecesis do Papa Pio XII, recebendo o território da arquidiocese de Malaca (atual arquidiocese de Singapura), que contextualmente assume o nome de arquidiocese de Malaca-Singapura, da qual a nova diocese torna-se sufragânea.
Em 18 de dezembro de 1972 foi elevada à arquidiocese metropolitana pela bula Spe certa ducti do Papa Paulo VI.

## Prelados
|                | Nome                          | Período    | Notas                   |
| Arcebispos     | Arcebispos                    | Arcebispos | Arcebispos              |
| -------------- | ----------------------------- | ---------- | ----------------------- |
| 4º             | Julian Leow Beng Kim          | 2014-atual |                         |
| 3º             | Murphy Nicholas Xavier Pakiam | 2003-2013  |                         |
| 2º             | Anthony Soter Fernandez       | 1983-2003  |                         |
| 1º             | Dominic Vendargon             | 1972-1983  |                         |
| Bispo-auxiliar |                               |            |                         |
|                | Murphy Nicholas Xavier Pakiam | 1995-2003  | Elevado a Arcebispo     |
|                | Antony Selvanayagam           | 1980-1983  | Nomeado Bispo de Penang |
| Bispo          |                               |            |                         |
| 1º             | Dominic Vendargon             | 1955-1972  |                         |